# Светослав Бърканичков
Светослав Димов Бърканичков – Змея е български футболист, полузащитник.

## Биография
Светослав Бърканичков е роден на 1 март 1974 г. в град Плевен. Висок е 183 см и тежи 79 кг. Женен е за попфолк певицата Габриела от 2010 г.

## Кариера
Играл е за Спартак (Плевен), Сторгозия, Черно море, Нафтекс, Шумен, Видима-Раковски, Светкавица, Левски (София), Локомотив (Пловдив) и за полските Корона (Келце), ЛКС (Лодз) и Радомяк (Радом).

## Успехи
Шампион на България през 2001 с Левски (Сф) и през 2004 с Локомотив (Пд), вицешампион и носител на Купата на ПФЛ през 1997 г. с Нафтекс. 

## Статистика по сезони
- Спартак (Пл) – 1991/92 – Б група, 11 мача/2 гола
- Спартак (Пл) – 1992/93 – Б група, 19/4
- Спартак (Пл) – 1993/94 – Б група, 23/6
- Спартак (Пл) – 1994/95 – Б група, 27/7
- Сторгозия – 1995/96 – Б група, 21/6
- Черно море – 1996/ес. - Б група, 11/3
- Нефтохимик (Бургас) – 1997/пр. - A група, 7/1
- Шумен – 1997/98 – Б група, 20/3
- Видима-Раковски – 1998/99 – В група, 26/11
- Светкавица – 1999/00 – Б група, 27/5
- Светкавица – 2000/ес. - Б група, 14/6
- Левски (Сф) – 2001 – A група, 10/0
- Спартак (Пл) – 2001/02 – A група, 12/2
- Локомотив (Пд) – 2002/03 – A група, 4/0
- Локомотив (Пд) – 2003/04 – A група, 10/2
- Корона (Киелце) – 2004/05 – Полска Втора Лига, 12/0
- ЛКС (Лодз) – 2005/ес. - Полска Втора Лига, 12/1
- Радомак – 2006/пр. - Полска Втора Лига, 8/1
- Мазовия (Мазовиечка) – 2006/07
- Мазовия (Мазовиечка) – 2007 есен
- ГЛКС (Надаржин) – 2008 пролет
- Белите орли – 2008 есен – 5/0
- Ботев (Криводол) – 2009 пролет
- ФК Гигант (Белене) – 2009 – 2010
- ФК Сторгозия (Плевен) – 2011 – 2012
- ФК Сторгозия (Плевен) – 2012 – 2013
- Ювентус-(Малчика) – 2013 – 2014
- Левски 2007 (Левски) – 2014 – 2015
- Ювентус (Малчика) – 2015 – 2016
- Академик (Свищов) – 2016
- ФК Партизан (Червен бряг) – 2017 – 2018
- Лато (Алеково) – 2019 – 2020

## Други дейности
Светослав Бърканичков е участник в четвъртия сезон на Сървайвър и в Сървайвър Камбоджа, където играе за отбора „Гаруда“. Това е отборът на звездите от предишните сезони. Остава в историята на играта, след като печели изпитание с тежест от 208 килограма.
Още нещо интересно за Светльо е, че има мания към вампирите. Той обожава книги и филми на подобна тематика. Пред спортния сайт Sportal.bg споделя:
| „ | Това е най-голямата ми мания и винаги съм мечтал да бъда вампир! Още от малък гледам много такива филми и винаги съм си мислил, че един ден може да ми се случи и на мен. Много ме кефи животът на вампирите. | “ |